# لي اندروز
لي اندروز (بالإنجليزية: Lee Andrews)‏ (23 أبريل 1984 بكارلايل في المملكة المتحدة - ) هو لاعب كرة قدم بريطاني في مركز الدفاع. لعب مع نادي توركي يونايتد ونادي روتشديل ونادي كارلايل يونايتد ونادي يورك سيتي ونيوكاسل بلوستار ‏ ونادي ووركينغتون.

## وصلات خارجية
- لي اندروز على موقع قاعدة بيانات كرة القدم.إي يو (الإنجليزية)
- لي اندروز على موقع Soccerbase.com (لاعب) (الإنجليزية)